# Who's Your Daddy?
Who's Your Daddy? är en hårdrockslåt som bland annat är skriven av Mr. Lordi och framförs av just hårdrocksbandet Lordi. Den är bandets andra singel från albumet The Arockalypse. Låten handlar om att ha bra sex, influerat av BDSM och ageplay.

## Låtlista

### Finsk upplaga av låtlistan
1. Who's Your Daddy? (Decapitated Radio Edit)
2. Who's Your Daddy? (Neutered Version)
3. Devil Is A Loser (Live Version)

### Tysk upplaga av låtlistan
1. Who's Your Daddy? (Decapitated Radio Edit)
2. EviLove (Previously Unreleased)
3. They Only Come Out At Night
4. Devil Is A Loser (Live Version)